# Швеллер (орган)
Швеллер в органе предназначен для изменения громкости звучания труб.
Особенностью звукоизвлечения органа является невозможность изменения громкости звучания отдельной клавиши. Если на рояле можно нажать клавишу слабее или сильнее - это отразится на громкости извлекаемого звука. Устройство же органа  имеет лишь два положения клавиши: полное звучание либо полная тишина.
Чтобы разнообразить звучание органной музыки некоторые регистры органа помещают за швеллер - специальные плотные деревянные жалюзи, которые позволяют менять ощущаемую силу звука труб с мест слушателей органа. Эту тонкость стоит отметить: трубы не играют тише — их хуже слышно.
Соответственно проницаемость створок швеллера может отражаться на тембре звука, так как разный звук по-разному справляется с препятствиями. Высокий звук проходит хуже, низкий — лучше.
Управление швеллером, как правило происходит ногами — специальной педалью (не путать с органной педалью — ножной клавиатурой)